# Ленско
Ленско е село в Южна България. То се намира в община Ивайловград, област Хасково.

## География
Село Ленско се намира в планински район.